# Anne Brogini
Anne Brogini, née le 16 octobre 1975, est une historienne moderniste et universitaire française.

## Biographie
Anne Brogini est agrégée d'histoire en 1998 et membre de l'École française de Rome entre 2002 et 2005. Elle soutient sa thèse en 2004 sur Malte, frontière  de  chrétienté (1530-1670) et obtient les félicitations du jury, composé de Franco Angiolini, Maurice Aymard, Alain Blondy, Pierre-Yves Beaurepaire, Jean-Michel Deveu et Bernard Vincent.
Depuis 2006, elle est professeure d'Histoire moderne à l'Université Côte d'Azur.
Ses travaux portent essentiellement sur l'histoire de la Méditerranée dans la première modernité, l'histoire religieuse des relations entre chrétiens et musulmans et relations entre catholiques et protestants, et l'histoire sociale et religieuse de la noblesse et des ordres militaires-religieux. Depuis 2013, ses recherches se concentrent plus précisément sur les ordres militaires, l'Ordre de Malte et la noblesse provençale à l'époque moderne.
Elle est membre du Centre de la Méditerranée Moderne et Contemporaine (CMMC), laboratoire de recherches de l'Université Côte d'Azur.

## Publications

### Ouvrages
- Une  noblesse  en  Méditerranée. Le  couvent  des  Hospitaliers dans la  première modernité, Aix-en-Provence, Presses Universitaires de Provence, 2017, 353p[3].

- Les Hospitaliers  et la  mer, XIVe – XVIIIe siècles, Clermont-Ferrand, Illustoria, Lemme  Edit, 2015, 108p[4].
- 1565, Malte dans la tourmente. Le «Grand Siège» de l’île par les Turcs, Paris, Bouchène, 2011, 256p[5].
- Malte, frontière    de    chrétienté    (1530-1670), Rome, BEFAR, 325, 2006, 771p[6].

### Directions d'ouvrages
- Mobilités en  Méditerranée. Surveillances, contrôles, assistances (XVIe – XXIe siècles), Actes du  colloque de  Nice  (17-19  novembre  2016), Bouchène, Paris, 2020 (dir. A. Brogini, M. Ghazali, S. Potot).
- La   Méditerranée   au   prisme   des   rivages. Menaces, protections, aménagements en Méditerranée  occidentale  (XVIe – XXIe siècles), Actes  du  colloque  de  Nice  (15-17  novembre 2012), Paris, Bouchène, 2015, 318 p. (dir. A.Brogini, M.Ghazali).
- Des marges aux frontières. Les puissances et les îles en Méditerranée, Actes de la Journée d’Études  de  Nice  (14-15   avril   2008), Paris, Classiques   Garnier, 2010, 431p.(dir. A.Brogini,M.Ghazali).

### Coordinations de numéros de revue
- Réseaux, Noblesses  et Ordres  Militaires, Cahiers  de  la  Méditerranée, n°101, décembre 2021(coord.A. Brogini, G. Butaud, M. Ghazali, J.-P. Pantalacci).
- Regards croisés sur la Tolérance, Loxias-Colloques, n°14, octobre 2019 (coord. A. Brogini, O.Gannier, V.Montagne).
- Nobles  et  chevaliers  en  Europe  et  en  Méditerranée, Cahiersde  la Méditerranée, n°97/2, décembre   2018, 400 p.(coord. A. Brogini, G. Butaud, M.Ghazali, J.-P.Pantalacci).(